# Pantheinae
De Pantheinae zijn een onderfamilie van vlinders in de Familie uilen (Noctuidae).

## Geslachten
- Anabelcia
- Anacronicta
- Anepholcia
- Antitrisuloides
- Audela
- Bathyra
- Belciades
- Belciana
- Brandtina
- Charadra
- Chrisothea
- Cicadoforma Martinez, 2020[1]
- Cicadomorphus Martinez, 2020[1]
- Colocasia
- Diphterocome
- Disepholcia
- Donda
- Elydnodes
- Gaujonia Dognin, 1891
- Gaujoptera Martinez, 2020[1]
- Lichnoptera
- Meleneta
- Millerana Martinez, 2020[1]
- Mooreia
- Oculicattus Martinez, 2020[1]
- Panthauma
- Panthea
- Pantheaforma
- Pantheana
- Platycerura
- Pseudopanthea
- Smilepholcia
- Tambana
- Trichosea
- Trisulipsa
- Trisuloides
- Viridistria
- Xanthomantis